# میشل گاستامبیده
میشل گاستامبیده (اسپانیایی: Michel Gaztambide‎؛ زادهٔ ۷ اکتبر ۱۹۵۹) فیلم‌نامه‌نویس و کارگردان فیلم اهل اسپانیا است. او در آپ، وکلوز، فرانسه به دنیا آمد و در پامپلونا نابارا بزرگ شد و بعدها به سان سباستیان نقل مکان کرد.
از فیلم‌هایی که وی در آن‌ها نقش داشته‌است، می‌توان به نابکاران آسوده نخواهند ماند، خزانه و پترا اشاره نمود.